# Bank of America Plaza (Atlanta)
Pour les articles homonymes, voir Bank of America Plaza.
Le Bank of America Plaza est un gratte-ciel situé au centre d'Atlanta qui porte le nom de son principal locataire la Bank of America. Avec ses 312 m, il est le 26e plus haut bâtiment au monde. C'est un bâtiment comportant 55 étages de bureaux, il fut achevé en 1992, et était alors baptisé le NationsBank Building. À l'origine destiné à devenir le siège de la C&S/Sovran Bank, il devint propriété de la NCNB/NationsBank après la fusion en 1991 de la C&S/Sovran et de NCNB.

## Détails architecturaux
Construit en seulement 14 mois (l'une des réalisations les plus rapides pour un immeuble de plus de 300 m), la présence imposante du Plaza est rehaussé par la couleur sombre de ses façades. Il s'élance dans le ciel, ses lignes verticales renforçant l'impression de hauteur. La tour couvre environ 1,5 ha sur Peachtree Street et présente un angle de 45° aux rues qui la bordent.

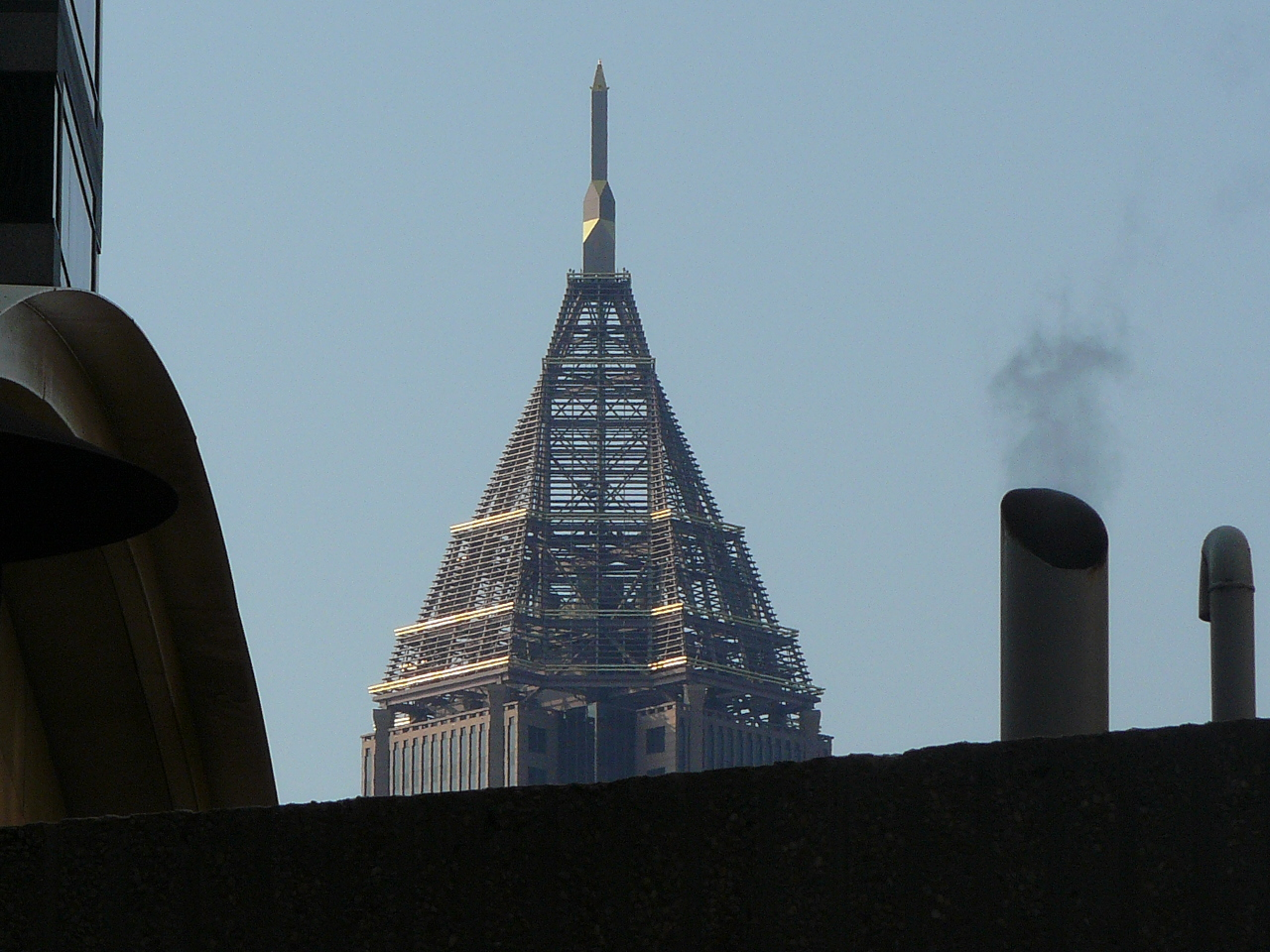
Détail architectural: Sommet de l'édifice.

Sur son sommet, on trouve une flèche, de 27 m, en forme d'obélisque qui rappelle la forme du bâtiment. La flèche est recouverte, presque totalement, d'une feuille d'or à 23 Carat. La pyramide d'acier à la base de l'obélisque luit d'une lumière orangée pendant la nuit. On peut dire que le bâtiment est conçu comme une interprétation moderne du thème Art déco que représente l'Empire State Building et le Chrysler Building. L'édifice se termine un peu abruptement par un toit plat surmonté de la pyramide et de son obélisque. Deux émetteurs de télévision et un relais radioamateur se trouvent également sur le toit de l'immeuble.